# Sabina Thienel
Sabina Thienel (właśc. Anna Thienel; ur. 24 września 1909 w Rudziczce, zm. 1 marca 1945 w Lubaniu) – niemiecka zakonnica ze Zgromadzenia Sióstr św. Elżbiety (elżbietanek), męczennica okresu II wojny światowej, błogosławiona Kościoła katolickiego.

## Życiorys
Anna Thienel urodziła się 24 września 1909 w Rudziczce koło Prudnika na Górnym Śląsku, w niemieckiej rodzinie robotniczej jako córka Andreasa (1872–1948) i Anny z d. Herrmann (1874–1956). Thienelowie byli miejscową rodziną katolicką, pod koniec XVIII wieku ufundowali kaplicę we Włóknach. Jej ojciec był rolnikiem i pracownikiem fabryki, a matka zajmowała się domem. 1 października 1909 została ochrzczona w swojej rodzinnej miejscowości, w kościele Trójcy Świętej. Pod wpływem religijnej atmosfery domu rodzinnego zdecydowała się na wybór drogi życia konsekrowanego, wstępując 22 lutego 1933 do Zgromadzenia Sióstr św. Elżbiety (elżbietanek), rozpoczynając okres postulatu. Po niespełna ośmiu miesiącach – 22 października rozpoczęła nowicjat przyjmując przy obłóczynach imię zakonne Maria Sabina. W następnym roku (24 października) złożyła pierwszą profesję zakonną. Po otrzymaniu w 1936 świadectwa upoważniającego ją do wykonywania zawodu pielęgniarki, przełożone skierowały ję na pierwszą placówkę do Wrocławia (osiedle Nadodrze), gdzie pracowała w domu starców. Kilka lat później, już w czasie trwającej II wojny światowej 31 lipca 1940 przyjęła we Wrocławiu uroczyste śluby wieczyste. W obliczu działań wojennych i zbliżającego się frontu żołnierzy Armii Czerwonej, 15 września 1944 została wraz z innymi mieszkańcami wrocławskiego domu ewakuowana do Lubania, do zakonnego Domu św. Antoniego. 28 lutego 1945 roku do lubańskiego klasztoru wdarło się ponad stu radzieckich żołnierzy, którzy znaleźli tu tymczasowe zakwaterowanie.

## Męczeństwo
Siostry elżbietanki, pensjonariusze oraz uciekinierzy (około 50 osób) przebywali stłoczeni w jednym z pokoi w klasztorze lubańskim. Wieczorem 28 lutego 1945 jeden z żołnierzy chciał ją wywlec z pokoju. Trzymając krzyż, głośno prosiła Matkę Bożą, aby ocaliła jej czystość, by mogła umrzeć jako dziewica. Po szarpaninie jaka się wówczas wywiązała pomiędzy nimi, żołnierz w końcu odstąpił. Następnego dnia (1 marca) około godz. 9:00 pozwolono wszystkim przetrzymywanym się rozejść, ale siostry zostały wepchnięte do pokoju, gdzie modlącą się i klęczącą trafiła wówczas w pierś wystrzelona kula z sąsiedniego pokoju. W wyniku odniesionych ran, po otrzymaniu sakramentu pokuty od obecnego ks. Linke – zmarła. Do następnego dnia jej zwłoki leżały w sąsiednim pokoju. Po odejściu żołnierzy radzieckich, została pochowana na starym cmentarzu w Lubaniu, w nieznanym bliżej miejscu. 

## Proces beatyfikacji
Kościół mocą tradycji oraz szacunku do depozytu wiary, złożonego na Krzyżu przez Chrystusa otacza szczególną czcią jego spadkobierców, którzy w jego obronie złożyli swoje życie w ofierze ponosząc śmierć męczeńską. Mając to na uwadze, po zakończeniu działań wojennych przystąpiono do rozpoznania i sporządzenia listy osób konsekrowanych, które broniąc tego depozytu zostały zamordowane. Początkowo pojedynczo (Maksymilian Maria Kolbe OFMConv., Edyta Stein OCD i bp Michał Kozal), a potem zbiorowo, stopniowo grupując liczne grono męczenników okresu II wojny światowej, kościół wynosił ich na ołtarze. Pierwsza grupa 108 męczenników tego okresu została beatyfikowana 13 czerwca 1999 w Warszawie przez papieża Jana Pawła II podczas jego pielgrzymki do Polski.
W macierzystym zakonie siostry Sabiny powstała po jej męczeńskiej śmierci szlachetna myśl, aby uczynić co możliwe w celu wyniesienia jej na ołtarze. Jednak przez długie lata powojenne ze względów, głównie politycznych w Polsce nie było to możliwe. Dopiero w 2009 Zarząd Generalny sióstr elżbietanek dysponując stosownymi, zebranymi i uporządkowanymi dokumentami podjął decyzję o wszczęciu postępowania beatyfikacyjnego. Następnie, w lutym 2010 na ręce metropolity wrocławskiego abp. Mariana Gołębiewskiego, siostry elżbietanki zwróciły się z prośbą o wyniesienie na ołtarze dziesięciu swoich sióstr prowincji wrocławskiej, w tym również siostry Sabiny Anny Thienel.
25 listopada 2011 w archikatedrze św. Jana Chrzciciela we Wrocławiu uroczystą mszą świętą został otwarty proces beatyfikacyjny przez abp. Mariana Gołębiewskiego siostry Marii Paschalis Jahn z grupą dziewięciu innych elżbietanek (wśród nich siostry Sabiny), które poniosły męczeńską śmierć w okresie ostatniej wojny. Powołany został specjalny Trybunał Diecezjalny w celu zbadania dokumentacji, świątobliwości życia i okoliczności męczeństwa wszystkich sióstr, a postulatorką procesu została mianowana elżbietanka s. Miriam Zając CSSE. Specjalnym listem zwrócono się do wiernych z apelem o udostępnienie posiadanych dokumentów mogących dokładniej zbadać życie i działalność sióstr. 26 września 2015 w archikatedrze wrocławskiej abp. Józef Kupny w uroczystej mszy świętej zakończył proces na szczeblu diecezjalnym z udziałem czterech z dziesięciu rodzin zamordowanych sióstr, po czym akta zostały przekazane watykańskiej Kongregacji Spraw Kanonizacyjnych. 4 grudnia 2015 wydano dekret o ważności procesu diecezjalnego, a w 2019 złożono tzw. Positio, wymagane w dalszej procedurze beatyfikacyjnej. Na postulatorkę generalną wyznaczono s. Marię Paulę Zaborowską CSSE. 24 listopada 2020 odbyła się sesja konsultorów teologicznych, a 1 czerwca 2021 sesja kardynałów i biskupów Kongregacji Spraw Kanonizacyjnych, która zaakceptowała propozycje jej beatyfikacji. 19 czerwca 2021 papież Franciszek podpisał dekret o jej męczeństwie, co otworzyło drogę do beatyfikacji. Odtąd przysługiwał jej tytuł Czcigodnej Służebnicy Bożej.
11 czerwca 2022 podczas uroczystej eucharystii w archikatedrze św. Jana Chrzciciela we Wrocławiu, kard. Marcello Semeraro, reprezentujący papieża Franciszka dokonał uroczystej beatyfikacji Marii Paschalis Jahn i dziewięciu Towarzyszek, wśród których była także Sabina Thienel.